# 아랑후에스

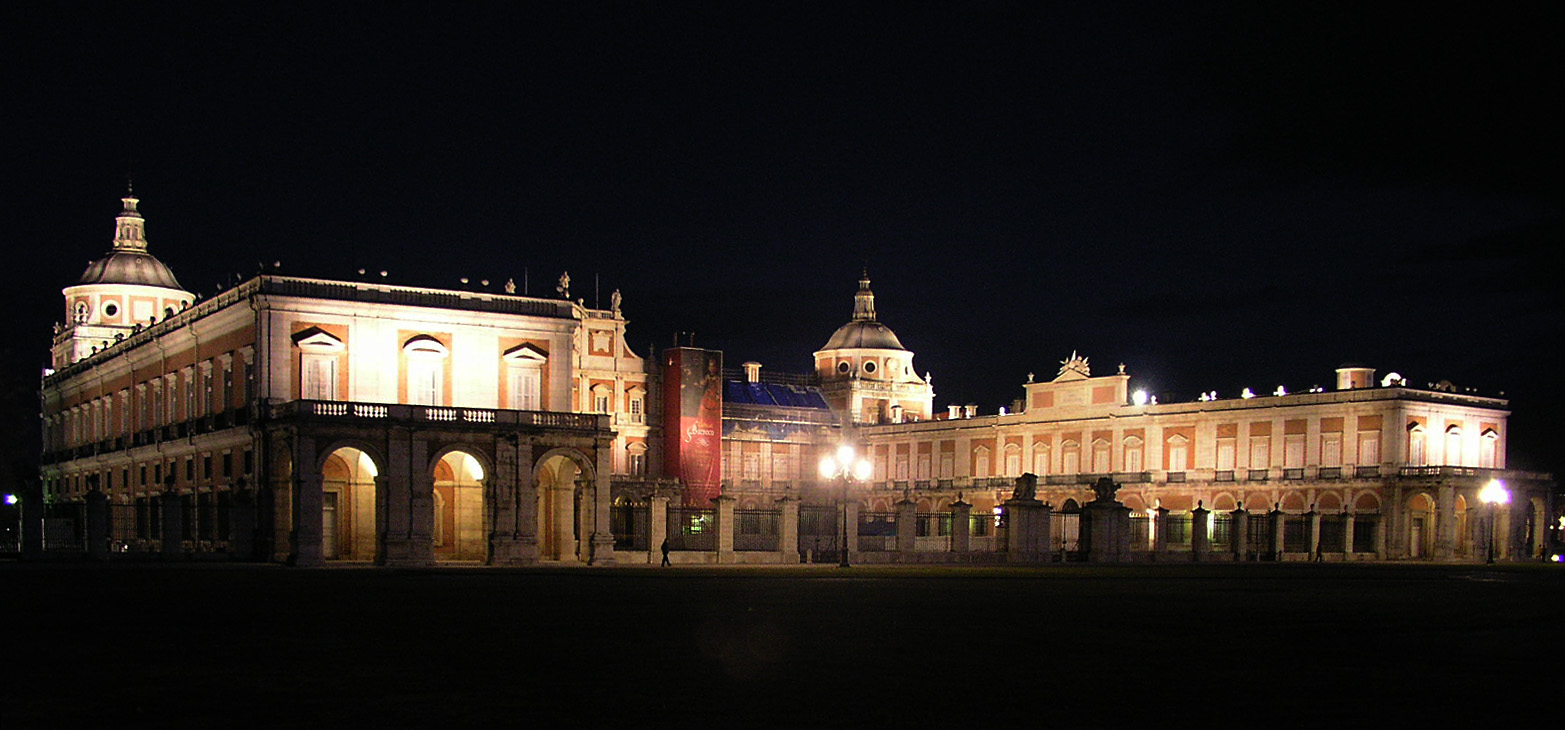
아랑후에스 왕궁의 야경

아랑후에스(스페인어: Aranjuez)는 스페인 마드리드 지방의 도시로 인구는 54,055명(2009년 기준), 면적은 189.1km2이다. 마드리드에서 남쪽으로 48km 정도 떨어진 곳에 있으며 타구스강과 하라마강이 합류하는 곳에 있다.
아랑후에스에 있는 문화경관지역은 2001년에 유네스코가 지정한 세계유산에 선정되었다.